# 梅德韦德卡
梅德韦德卡（羅馬化：Medvedka）是俄罗斯彼尔姆边疆区的市级镇，属戈尔诺扎沃茨克区，地处彼尔姆边疆区东部边境，位于卡马河流域丘索瓦亚河支流科伊瓦河畔，在区行政中心戈尔诺扎沃茨克及边疆区首府彼尔姆东北方，靠近彼尔姆边疆区与斯维尔德洛夫斯克州的边界。
该地2022年人口有223人；2010年人口370；2002年人口816；1989年人口1,008。